# Manuel Goyanes Martínez
Manuel José Goyanes Martínez (1913-1983) va ser un productor de cinema espanyol, cèlebre per ser el descobridor de Marisol.
Era fill de Manuel Goyanes i de Rosa Martínez.
Va iniciar la seva activitat professional com a ajudant de Benito Perojo, i posteriorment va dirigir les firmes Cifesa, Aspa i Suevia Films. El 1953 va fundar la seva productora independent: Guión, Producciones Cinematográficas, el primer film de la qual va ser El torero, protagonitzada per l'actriu francesa Danielle Darrieux. Es va preocupar per la realització d'un cinema més intel·lectual, el 1954 va produir Muerte de un ciclista, dirigida per Juan Antonio Bardem, protagonitzada per Lucia Bosè i Albert Closas. Després van ser les pel·lícules Calle Mayor i La venganza, dirigides també per Bardem, amb les quals va obtenir premis respectivament a Canes i Venècia.
Al llarg de la seva vida va exercir altres càrrecs com el de vicepresident de Uniespaña i del grup sindical de producció, així com el de membre del Consell Superior de Cinematografia d'Espanya.
Va morir el 7 de març de 1983 de forma sobtada al seu domicili de Pozuelo de Alarcón, pròxim a Madrid.